# Drepanocladus haeringianus
Drepanocladus haeringianus là một loài Rêu trong họ Amblystegiaceae. Loài này được (Ettingsh.) Broth. mô tả khoa học đầu tiên năm 1909.